# Paul Laurence Dunbar
Paul Laurence Dunbar (Dayton, 27 giugno 1872 – 9 febbraio 1906) è stato un poeta statunitense. Ottenne fama nazionale grazie al suo poema Lyrics of a Lowly Life del 1896, contenuto nella collezione Ode to Ethiopia.

## Biografia
Dunbar nacque a Dayton, Ohio da genitori fuggiti dalla schiavitù, suo padre era un veterano della guerra civile che aveva prestato servizio nel 55th Massachusetts Infantry Regiment e nel 5th Massachusetts Colored Cavalry Regiment. I suoi genitori gli avevano instillato l'amore per la conoscenza e la storia, e Dunbar era l'unico studente di colore a frequentare la Dayton Central High School. Durante il college, era sia l'editore del giornale scolastico, sia il capoclasse, sia il presidente della società letteraria della scuola. Ha anche fondato il primo bollettino afroamericano della città.
Scrisse la sua prima poesia all'età di sei anni e fece la sua prima lettura pubblica a nove. Il suo primo lavoro venne pubblicato in un giornale dai suoi amici Wilbur e Orville Wright, che avevano una macchina da stampa. I fratelli Wright investirono poi nel Dayton Tattler, un giornale indirizzato alla comunità nera, edito e pubblicato da Dunbar.
La sua prima raccolta di poesie, Oak and Ivy, venne pubblicata nel 1892 e attrasse l'attenzione di James Whitcomb Riley. Sia Riley che Dunbar scrissero poesie in inglese standard e dialetto afroamericano. Il secondo libro, Majors and Minors (1895) gli portò fama nazionale ed il sostegno di William Dean Howells, scrittore e critico del Harper's Weekly. Dopo le lodi di Howells, i primi due libri di Dunbar vennero fusi in un unico volume intitolato Lyrics of Lowly Life, e grazie ad essi Dumbar iniziò ad essere noto a livello internazionale. Si trasferì quindi a Washington, D.C. nelle vicinanze di Le Droit Park e frequentò la Howard University.
Sua moglie Alice Dunbar Nelson era anche lei una celebre poetessa. Laureata alla Dillard University di New Orleans, tra i suoi lavori più famosi un racconto intitolato "Violets". Lei ed il marito scrissero anche libri di poesie a quattro mani. Un resoconto del loro amore, vita e matrimonio si può trovare nel testo teatrale di Kathleen McGhee-Anderson intitolato Oak and Ivy.
L'amicizia con i fratelli Wright durò tutta la vita, inoltre frequentava anche Frederick Douglass, Booker T. Washington e Brand Whitlock. Venne onorato con una spada cerimoniale dal presidente Theodore Roosevelt.
Scrisse una dozzina di libri di poesia, quattro di racconti, cinque romanzi e un testo teatrale. Compose inoltre le parole per In Dahomey, il primo musical scritto ed interpretato interamente da afroamericani ad apparire a Broadway, nel 1903; il musical venne poi rappresentato in tournée in Inghilterra ed America per più di quattro anni, risultando una delle produzioni teatrali più fortunate dell'epoca. I suoi testi e le sue poesie furono spesso pubblicati sui giornali, apparvero su Harper's Weekly, Saturday Evening Post, Denver Post, Current Literature e molte altre testate. Durante la sua vita, venne enfatizzato molto il fatto che Dunbar fosse di pura discendenza nera, senza neppure un antenato bianco.

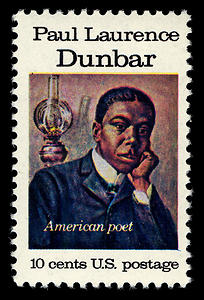
Francobollo commemorativo degli Stati Uniti (1975) con l'effigie di Paul Dunbar

Dunbar si recò in Inghilterra nel 1897 per eseguire letture dei suoi lavori nel circuito letterario di Londra. Incontrò il brillante e promettente Samuel Coleridge-Taylor che musicò alcune delle sue poesie e che venne spinto dall'influenza di Dunbar ad usare le melodie delle canzoni africane ed afroamericane nelle sue composizioni successive.
Dopo il suo ritorno, Dunbar ottenne un lavoro alla Biblioteca del Congresso a Washington. Nel 1900 gli venne diagnosticata la tubercolosi e si trasferì in Colorado con la moglie su consiglio dei medici. Morì il 9 febbraio 1906 e fu sepolto al Woodland Cemetery di Dayton.
La casa di Dunbar a Dayton, Ohio, si conserva come Paul Laurence Dunbar House. La casa museo è stata dichiarata National Historic Landmark nel 1962 e dal 1992 è inclusa nel Dayton Aviation Heritage National Historical Park.

## Uso del dialetto
Le opere di Dunbar sono conosciute per il suo linguaggio, per l'uso del dialetto afroamericano e per il tono colloquiale, con una brillante struttura retorica.
Gran parte dei suoi lavori sono in inglese standard, anche se alcuni sono stati scritti nel dialetto parlato dagli afroamericani. Dunbar rimase sempre deluso dalla scarsa commerciabilità delle poesie in dialetto. Diceva infatti:
(Paul Laurence Dunbar)